# NGC 7130
NGC 7130 (другие обозначения — IC 5135, PGC 67387, ESO 403-32, MCG −6-47-15, AM 2145—351, IRAS21453-3511) — спиральная галактика (Sa) в созвездии Южная Рыба.
Галактика обладает активным ядром и относится к сейфертовским галактикам типа II
Этот объект входит в число перечисленных в оригинальной редакции «Нового общего каталога».
В галактике вспыхнула сверхновая SN 2010bt типа IIn, её пиковая видимая звездная величина составила 15,8.